# Saint-Ouen (Loir-et-Cher)
Pour les articles homonymes, voir Saint-Ouen.
Saint-Ouen est une commune française située dans le département de Loir-et-Cher, en région Centre-Val de Loire.
Localisée au nord-ouest du département, la commune fait partie de la petite région agricole « les Vallée et Coteaux du Loir », bordée au nord par un coteau raide et au sud par les coteaux en pente douce. Elle est drainée par le Loir, la Houzé, le Réveillon (0,016 km) et par divers petits cours d'eau.
L'occupation des sols est marquée par l'importance des espaces agricoles et naturels qui occupent la quasi-totalité du territoire communal. Aucun espace naturel présentant un intérêt patrimonial n'est toutefois recensé sur la commune dans l'inventaire national du patrimoine naturel. En 2010, l'orientation technico-économique de l'agriculture sur la commune est la culture des céréales et des oléoprotéagineux. À l'instar du département qui a vu disparaître le quart de ses exploitations en dix ans, le nombre d'exploitations agricoles a fortement diminué, passant de 63 en 1988, à 6 en 2000, puis à 5 en 2010.
Ses habitants s'appellent les Audoniens.

## Géographie

### Localisation et communes limitrophes
La commune de Saint-Ouen se trouve au nord-ouest du département de Loir-et-Cher, dans la petite région agricole des Vallée et Coteaux du Loir,. À vol d'oiseau, elle se situe à 30,5 km  de Blois, préfecture du département, à 2,3 km de Vendôme, sous-préfecture, La commune fait en outre partie du bassin de vie de Vendôme.
Les communes les plus proches sont Meslay (1 km) , Areines (1,1 km) , Vendôme (2,3 km) , Saint-Firmin-des-Prés (4,2 km) , Rocé (4,7 km) , Naveil (4,7 km) , Coulommiers-la-Tour (5,1 km) , Lisle (5,3 km)  et Sainte-Anne (5,9 km).
| Azé     | Rahart     | Saint-Firmin-des-Prés |
|         | Saint-Ouen | Meslay                |
| Vendôme |            | Areines               |

### Paysages et relief
Dans le cadre de la Convention européenne du paysage, adoptée le 20 octobre 2000 et entrée en vigueur en France le 1er juillet 2006, un atlas des paysages de Loir-et-Cher a été élaboré en 2010 par le CAUE de Loir-et-Cher, en collaboration avec la DIREN Centre (devenue DREAL en 2011), partenaire financier. Les paysages du département s'organisent ainsi en huit grands ensembles et 25 unités de paysage,. La commune fait partie de l'unité de paysage de « la vallée amont du Loir », dans la vallée du Loir.
Le Loir en amont de Vendôme dessine un généreux couloir, plutôt régulier, qui ne s'élargit vraiment qu'à l'approche de Vendôme. Les coteaux, souvent trop raides pour être cultivés, bordent la vallée d'un net liseré sombre et boisé. Lorsqu'ils sont plus arrondis, comme à Morée, ils sont cultivés jusqu'à leur sommet et rejoignent progressivement les plateaux de Beauce. Ces reliefs doux et élégants sont fragiles et sensibles à toute implantation nouvelle de bâtiments. Le fond, aplani, est majoritairement dévolu aux cultures.
L'altitude du territoire communal varie de 77 mètres à 140 mètres,.

### Hydrographie

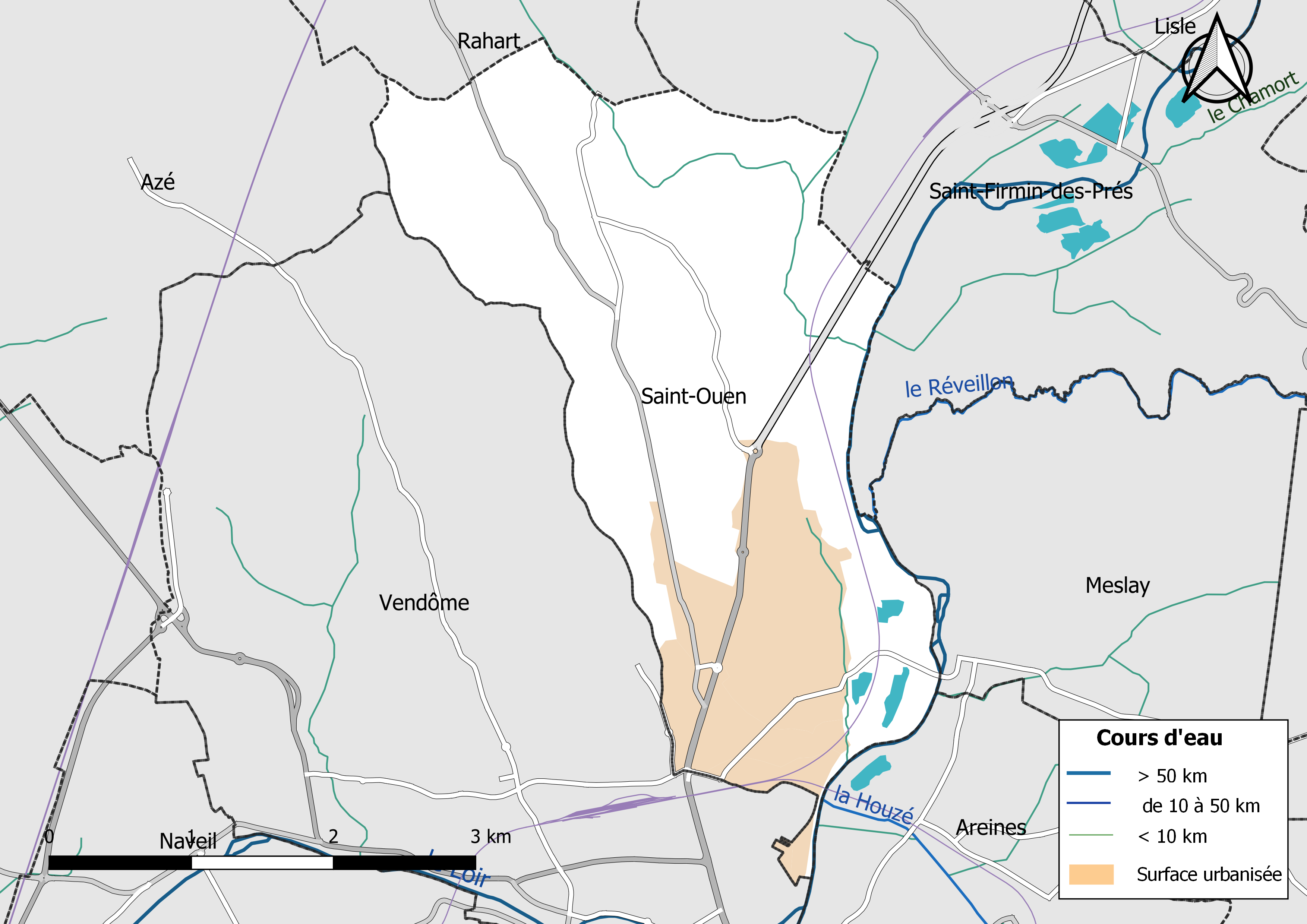
Réseau hydrographique de Saint-Ouen.

La commune est drainée par le Loir (2,216 km), la Houzé (0,001 km), le Réveillon (0,016 km) et par divers petits cours d'eau, constituant un réseau hydrographique de 8,44 km de longueur totale.
Le Loir traverse la commune du nord-est vers le sud-ouest. D'une longueur totale de 317,4 km, il prend sa source dans la commune de Champrond-en-Gâtine (Eure-et-Loir) et se jette  dans la Sarthe à Briollay (Maine-et-Loire), après avoir traversé 86 communes.
La Houzé traverse la commune en s'écoulant de l'est vers l'ouest. D'une longueur totale de 20,8 km, elle prend sa source dans la commune de Oucques la Nouvelle (Loir-et-Cher) et se jette  dans le Loir sur le territoire communal, après avoir traversé 7 communes.
Le Loir est un cours d'eau de première catégorie, où le peuplement piscicole dominant est constitué de salmonidés (truite, omble chevalier, ombre commun, huchon), alors que le Réveillon est un cours d'eau de deuxième catégorie, où le peuplement piscicole dominant est constitué de poissons blancs (cyprinidés) et de carnassiers (brochet, sandre et perche).

### Climat
Pour des articles plus généraux, voir Climat du Centre-Val de Loire et Climat de Loir-et-Cher.
En 2010, le climat de la commune est de type climat océanique dégradé des plaines du Centre et du Nord, selon une étude du CNRS s'appuyant sur une série de données couvrant la période 1971-2000. En 2020, Météo-France publie une typologie des climats de la France métropolitaine dans laquelle la commune est exposée à un climat océanique altéré et est dans la région climatique Moyenne vallée de la Loire, caractérisée par une bonne insolation (1 850 h/an) et un été peu pluvieux.
Pour la période 1971-2000, la température annuelle moyenne est de 11 °C, avec une amplitude thermique annuelle de 14,5 °C. Le cumul annuel moyen de précipitations est de 674 mm, avec 11,1 jours de précipitations en janvier et 6,9 jours en juillet. Pour la période 1991-2020, la température moyenne annuelle observée sur la station météorologique de Météo-France la plus proche, « Blois », sur la commune de Villefrancœur à 16 km à vol d'oiseau, est de 11,8 °C et le cumul annuel moyen de précipitations est de 641,4 mm,. Pour l'avenir, les paramètres climatiques de la commune estimés pour 2050 selon différents scénarios d'émission de gaz à effet de serre sont consultables sur un site dédié publié par Météo-France en novembre 2022.

### Milieux naturels et biodiversité
Aucun espace naturel présentant un intérêt patrimonial n'est recensé sur la commune dans l'inventaire national du patrimoine naturel,,.

## Urbanisme

### Typologie
Au 1er janvier 2024, Saint-Ouen est catégorisée centre urbain intermédiaire, selon la nouvelle grille communale de densité à sept niveaux définie par l'Insee en 2022.
Elle appartient à l'unité urbaine de Vendôme, une agglomération intra-départementale regroupant cinq  communes, dont elle est une commune de la banlieue,,. Par ailleurs la commune fait partie de l'aire d'attraction de Vendôme, dont elle est une commune du pôle principal,. Cette aire, qui regroupe 57 communes, est catégorisée dans les aires de moins de 50 000 habitants,.

### Occupation des sols
L'occupation des sols est marquée par l'importance des espaces agricoles et naturels (78,1 %). La répartition détaillée ressortant de la base de données européenne d'occupation biophysique des sols Corine Land Cover millésimée 2012 est la suivante : 
terres arables (45,9 %), 
zones agricoles hétérogènes (20,1 %), 
forêts (12,1 %), 
zones urbanisées (16,3 %), 
espaces verts artificialisés non agricoles (0,5 %), 
zones industrielles et commerciales et réseaux de communication (5,1 %).

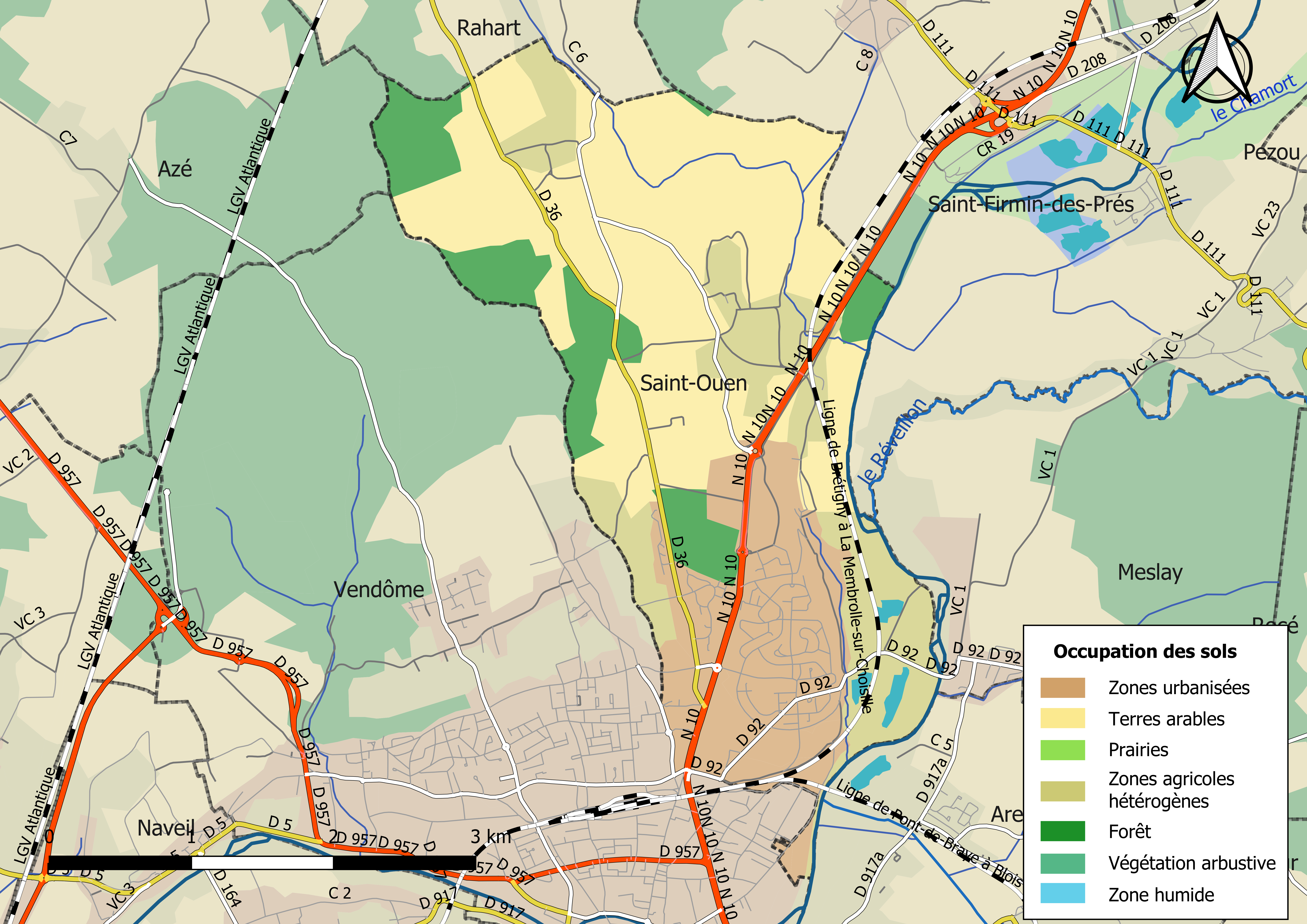
Carte des infrastructures et de l'occupation des sols de la commune en 2018 (CLC).

### Planification
La loi SRU du 13 décembre 2000 a incité fortement les communes à se regrouper au sein d'un établissement public, pour déterminer les partis d'aménagement de l'espace au sein d'un SCoT, un document essentiel d'orientation stratégique des politiques publiques à une grande échelle. La commune est dans le territoire du  SCOT des Territoires du Grand Vendômois, approuvé en 2006 et dont la révision a été prescrite en 2017, pour tenir compte de l'élargissement de périmètre,.
En matière de planification, la commune disposait en 2017 d'un plan local d'urbanisme approuvé.

### Habitat et logement
Le tableau ci-dessous présente la typologie des logements à Saint-Ouen en 2016 en comparaison avec celle du Loir-et-Cher et de la France entière. Une caractéristique marquante du parc de logements est ainsi une proportion de résidences secondaires et logements occasionnels (15,2 %) inférieure à celle du département (18 %) mais supérieure à celle de la France entière (9,6 %). Concernant le statut d'occupation de ces logements, 85,1 % des habitants de la commune sont propriétaires de leur logement (84,9 % en 2011), contre 68,1 % pour le Loir-et-Cher et 57,6 pour la France entière.
|                                                         | Saint-Ouen | Loir-et-Cher | France entière |
| ------------------------------------------------------- | ---------- | ------------ | -------------- |
| Résidences principales (en %)                           | 74,0       | 74,5         | 82,3           |
| Résidences secondaires et logements occasionnels (en %) | 15,2       | 18           | 9,6            |
| Logements vacants (en %)                                | 10,8       | 7,5          | 8,1            |

### Risques majeurs
Le territoire communal de Saint-Ouen est vulnérable à différents aléas naturels : inondations (par débordement du Loir), climatiques (hiver exceptionnel ou canicule), mouvements de terrains ou sismique (sismicité très faible).
Il est également exposé à un risque technologique :  le transport de matières dangereuses,.

#### Risques naturels

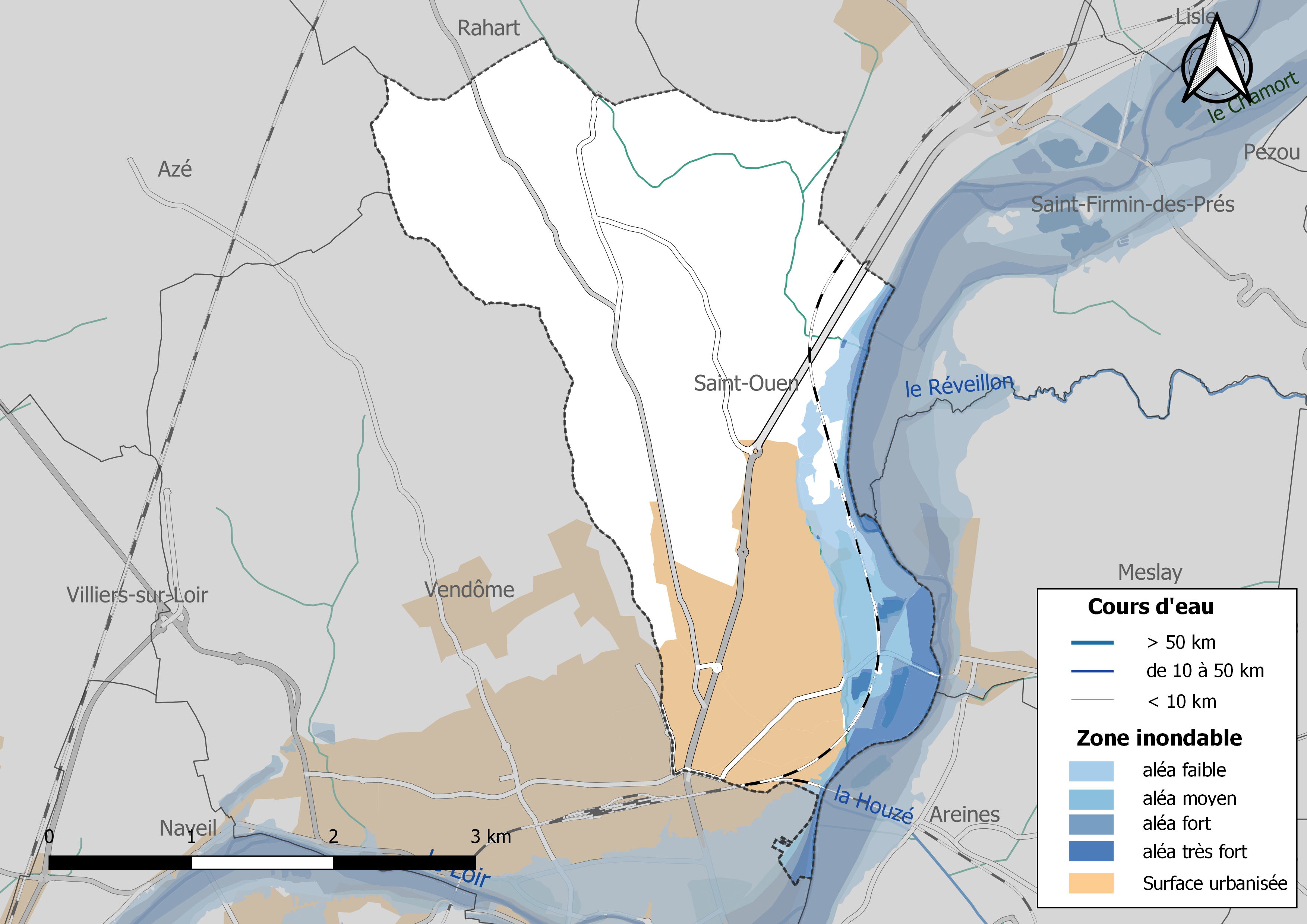
Zones inondables de la commune de Saint-Ouen.

Les mouvements de terrains susceptibles de se produire sur la commune sont soit liés au retrait-gonflement des argiles, soit des chutes de blocs, soit des glissements de terrains, soit des effondrements liés à des cavités souterraines. Le phénomène de retrait-gonflement des argiles est la conséquence d'un changement d'humidité des sols argileux. Les argiles sont capables de fixer l'eau disponible mais aussi de la perdre en se rétractant en cas de sécheresse. Ce phénomène peut provoquer des dégâts très importants sur les constructions (fissures, déformations des ouvertures) pouvant rendre inhabitables certains locaux. La carte de zonage de cet aléa peut être consultée sur le site de l'observatoire national des risques naturels Georisques. Une autre carte permet de prendre connaissance des cavités souterraines localisées sur la commune.
Les crues du Loir sont moins importantes que celles de la Loire, mais elles peuvent provoquer des dégâts importants. Les crues historiques sont celles de 1665 (4 m à l'échelle de Vendôme), 1784 (2,84 m), 1961 (2,90 m) et 2004 (2 m). Le débit maximal historique est de 256 m3/s et caractérise une crue de retour cinquantennal. Le risque d'inondation est pris en compte dans l'aménagement du territoire de la commune par le biais du Plan de prévention du risque inondation (PPRI) du Loir.

#### Risques technologiques
Le risque de transport de marchandises dangereuses sur la commune est lié à sa traversée par une route à fort trafic. Un accident se produisant sur une telle infrastructure est en effet susceptible d'avoir des effets graves au bâti ou aux personnes jusqu'à 350 m, selon la nature du matériau transporté. Des dispositions d'urbanisme peuvent être préconisées en conséquence.

## Toponymie

### Nom actuel
Le nom de la commune rappelle directement le saint Ouen de Rouen (en latin Audoenus Rotomagensis, d'où le gentilé audonien), évêque rouennais ayant vécu au VIIe siècle.

### Évolution du nom de la commune
Sous la Révolution, la volonté de déchristianiser la société française requiert un changement du toponyme : par délibération du conseil général de la commune, et en application du décret du 25 vendémiaire an II (16 octobre 1793), la commune nouvellement créée de Saint-Ouen fut ainsi temporairement rebaptisée Fondouen,.

## Histoire

### Révolution française et Empire

#### Nouvelle organisation territoriale
Le décret de l'Assemblée nationale du 12 novembre 1789 décrète qu'« il y aura une municipalité dans chaque ville, bourg, paroisse ou communauté de campagne », mais ce n'est qu'avec le décret de la Convention nationale du 10 brumaire an II (31 octobre 1793) que la paroisse de Saint-Ouen devient formellement « commune de Saint-Ouen »,.
En 1790, dans le cadre de la création des départements, la municipalité est rattachée au canton de Villiers et au district de Vendôme. Les cantons sont supprimés, en tant que découpage administratif, par une loi du 26 juin 1793, et ne conservent qu'un rôle électoral, permettant l'élection des électeurs du second degré chargés de désigner les députés,. La Constitution du 5 fructidor an III, appliquée à partir de vendémiaire an IV (1795) supprime les districts, considérés comme des rouages administratifs liés à la Terreur, mais maintient les cantons qui acquièrent dès lors plus d'importance en retrouvant une fonction administrative. Enfin, sous le Consulat, un redécoupage territorial visant à réduire le nombre de justices de paix ramène le nombre de cantons en Loir-et-Cher de 33 à 24. Saint-Ouen est alors rattachée au canton de Vendôme et à l'Arrondissement de Vendôme par arrêté du 5 vendémiaire an X (26 septembre 1801),,. Cette organisation va rester inchangée pendant près de 150 ans.

## Politique et administration

### Découpage territorial
La commune de Saint-Ouen est membre de la communauté d'agglomération Territoires Vendômois, un établissement public de coopération intercommunale (EPCI) à fiscalité propre créé le 1er janvier 2017.
Elle est rattachée sur le plan administratif à l'arrondissement de Vendôme, au département de Loir-et-Cher et à la région Centre-Val de Loire, en tant que circonscriptions administratives. Sur le plan électoral, elle est rattachée au canton de Vendôme depuis 2015 pour l'élection des conseillers départementaux et à la troisième circonscription de Loir-et-Cher pour les élections législatives.

### Politique et administration municipale

#### Conseil municipal et maire
Le conseil municipal de Saint-Ouen, commune de plus de 1 000 habitants, est élu au scrutin proportionnel plurinominal avec prime majoritaire. Compte tenu de la population communale, le nombre de sièges au conseil municipal est de 23. Le maire, à la fois agent de l'État et exécutif de la commune en tant que collectivité territoriale, est élu par le conseil municipal au scrutin secret lors de la première réunion du conseil suivant les élections municipales, pour un mandat de six ans, c'est-à-dire pour la durée du mandat du conseil.
| Période                                  | Période      | Identité           | Étiquette    | Qualité |
| ---------------------------------------- | ------------ | ------------------ | ------------ | --- |
| 1944                                     | 1954 (décès) | Édouard Bellande   |              | Cultivateur |
| 1954                                     | 1961         | Maurice Schatteman |              | |
| 1961                                     | 1967         | Fabien Bedu        |              | |
| 1967                                     | 1971         | Georges Carré      |              | |
| mars 1971                                | juin 1995    | Robert Girond      | SFIO puis PS | Instituteur Conseiller général (1971-1982) Conseiller régional (1986-1998)                                                                                   |
| juin 1995                                | mars 2001    | Jean Riffaud       |              | |
| mars 2001                                | 2003         | Jean-Pierre Gelot  |              | Médecin |
| 2003                                     | mars 2008    | Jacky Saussereau   |              | |
| mars 2008                                | 25 mai 2020  | Jean Perroche      | PS           | Retraité Ancien vice-président de la communauté de communes du Pays de Vendôme                                                                               |
| 25 mai 2020                              | 30 juin 2022 | Christophe Marion  | LREM         | Délégué général du Comité des travaux historiques et scientifiques (École nationale des chartes) Vice-président de l'Agglomération des Territoires vendômois |
| 30 juin 2022                             | En cours     | Jeanine Vaillant   | SE           | Retraité |
| Les données manquantes sont à compléter. |              |                    |              | |

## Équipements et services

### Eau et assainissement
L'organisation de la distribution de l'eau potable, de la collecte et du traitement des eaux usées et pluviales relève des communes. La compétence eau et assainissement des communes est un service public industriel et commercial (SPIC).

#### Alimentation en eau potable
Le service d'eau potable comporte trois grandes étapes : le captage, la potabilisation et la distribution d'une eau potable conforme aux normes de qualité fixées pour protéger la santé humaine. En 2019, la commune est membre du syndicat Téa (syndicat intercommunal d'alimentation en eau potable Et de Transport d'Areines , Meslay , Saint Ouen Et Vendôme) qui assure le service en le délégant à une entreprise privée, VEND'Ô dont le contrat arrive à échéance le 31 décembre 2028.

#### Assainissement des eaux usées
En 2019, la commune de Saint-Ouen gère le service d'assainissement collectif en régie directe, c'est-à-dire avec ses propres personnels, avec le statut de entreprise privée.
Une station de traitement des eaux usées est en service au 1er janvier 2019 sur le territoire communal : 
« Rue Rocheboyer », un équipement utilisant la technique de l'aération par boues activées, avec prétraitement, dont la capacité est de 5 000 EH.
L'assainissement non collectif (ANC) désigne les installations individuelles de traitement des eaux domestiques qui ne sont pas desservies par un réseau public de collecte des eaux usées et qui doivent en conséquence traiter elles-mêmes leurs eaux usées avant de les rejeter dans le milieu naturel. La communauté d'agglomération Territoires Vendômois assure pour le compte de la commune le service public d'assainissement non collectif (SPANC), qui a pour mission de vérifier la bonne exécution des travaux de réalisation et de réhabilitation, ainsi que le bon fonctionnement et l'entretien des installations.

### Sécurité, justice et secours
La sécurité de la commune est assurée par le commissariat de police de Vendôme.
En matière de justice, Saint-Ouen relève du conseil de prud'hommes de Blois, de la Cour d'appel d'Orléans (juridiction de Blois), de la Cour d'assises de Loir-et-Cher, du tribunal administratif de Blois, du tribunal de commerce de Blois et du tribunal judiciaire de Blois.

## Population et société

### Démographie

#### Évolution démographique
L'évolution du nombre d'habitants est connue à travers les recensements de la population effectués dans la commune depuis 1793. Pour les communes de moins de 10 000 habitants, une enquête de recensement portant sur toute la population est réalisée tous les cinq ans, les populations de référence des années intermédiaires étant quant à elles estimées par interpolation ou extrapolation. Pour la commune, le premier recensement exhaustif entrant dans le cadre du nouveau dispositif a été réalisé en 2008.

En 2022, la commune comptait 3 016 habitants, en évolution de −7,29 % par rapport à 2016 (Loir-et-Cher : −1,15 %, France hors Mayotte : +2,11 %).
| 1793 | 1800 | 1806 | 1821 | 1831 | 1836 | 1841 | 1846 | 1851 |
| ---- | ---- | ---- | ---- | ---- | ---- | ---- | ---- | ---- |
| 307  | 330  | 310  | 347  | 386  | 409  | 413  | 402  | 394  |

| 1856 | 1861 | 1866 | 1872 | 1876 | 1881 | 1886 | 1891 | 1896 |
| ---- | ---- | ---- | ---- | ---- | ---- | ---- | ---- | ---- |
| 441  | 526  | 563  | 508  | 555  | 620  | 579  | 597  | 612  |

| 1901 | 1906 | 1911 | 1921 | 1926 | 1931 | 1936 | 1946  | 1954  |
| ---- | ---- | ---- | ---- | ---- | ---- | ---- | ----- | ----- |
| 624  | 603  | 647  | 640  | 700  | 843  | 958  | 1 012 | 1 120 |

| 1962  | 1968  | 1975  | 1982  | 1990  | 1999  | 2006  | 2008  | 2013  |
| ----- | ----- | ----- | ----- | ----- | ----- | ----- | ----- | ----- |
| 1 248 | 1 368 | 1 880 | 2 359 | 2 958 | 3 050 | 3 363 | 3 453 | 3 333 |

| 2018  | 2022  | - | - | - | - | - | - | - |
| ----- | ----- | - | - | - | - | - | - | - |
| 3 124 | 3 016 | - | - | - | - | - | - | - |

#### Pyramide des âges
La population de la commune est relativement âgée.
En 2018, le taux de personnes d'un âge inférieur à 30 ans s'élève à 24,5 %, soit en dessous de la moyenne départementale (31,3 %). À l'inverse, le taux de personnes d'âge supérieur à 60 ans est de 40,6 % la même année, alors qu'il est de 31,6 % au niveau départemental.
En 2018, la commune comptait 1 493 hommes pour 1 631 femmes, soit un taux de 52,21 % de femmes, légèrement supérieur au taux départemental (51,45 %).
Les pyramides des âges de la commune et du département s'établissent comme suit.
| Hommes | Classe d’âge | Femmes |
| ------ | ------------ | ------ |
| 1,2    | 90 ou +      | 1,8    |
| 13,5   | 75-89 ans    | 14,6   |
| 25,5   | 60-74 ans    | 24,6   |
| 21,2   | 45-59 ans    | 22,6   |
| 12,1   | 30-44 ans    | 13,9   |
| 12,7   | 15-29 ans    | 8,5    |
| 13,8   | 0-14 ans     | 14,1   |

| Hommes | Classe d’âge | Femmes |
| ------ | ------------ | ------ |
| 1,1    | 90 ou +      | 2,6    |
| 9,2    | 75-89 ans    | 11,9   |
| 19,7   | 60-74 ans    | 20,4   |
| 20,7   | 45-59 ans    | 20     |
| 16,5   | 30-44 ans    | 16,2   |
| 15,2   | 15-29 ans    | 13,2   |
| 17,6   | 0-14 ans     | 15,7   |

## Économie

### Secteurs d'activité
Le tableau ci-dessous détaille le nombre d'entreprises implantées à Saint-Ouen selon leur secteur d'activité et le nombre de leurs salariés :
|                                                              | total | % com (% dep) | 0 salarié | 1 à 9 salarié(s) | 10 à 19 salariés | 20 à 49 salariés | 50 salariés ou plus |
| ------------------------------------------------------------ | ----- | ------------- | --------- | ---------------- | ---------------- | ---------------- | ------------------- |
| Ensemble                                                     | 231   | 100,0 (100)   | 137       | 57               | 22               | 10               | 5                   |
| Agriculture, sylviculture et pêche                           | 6     | 2,6 (11,8)    | 3         | 3                | 0                | 0                | 0                   |
| Industrie                                                    | 22    | 9,5 (6,5)     | 10        | 4                | 5                | 1                | 2                   |
| Construction                                                 | 27    | 11,7 (10,3)   | 15        | 5                | 5                | 2                | 0                   |
| Commerce, transports, services divers                        | 150   | 64,9 (57,9)   | 95        | 39               | 8                | 5                | 3                   |
| dont commerce et réparation automobile                       | 52    | 22,5 (17,5)   | 26        | 15               | 7                | 2                | 2                   |
| Administration publique, enseignement, santé, action sociale | 26    | 11,3 (13,5)   | 14        | 6                | 4                | 2                | 0                   |
| Champ : ensemble des activités.                              |       |               |           |                  |                  |                  |                     |

Le secteur du commerce, transports et services divers est prépondérant sur la commune (150 entreprises sur 231)2,6 %), il est plus important qu'au niveau départemental (11,8 %).
Sur les 231 entreprises implantées à Saint-Ouen en 2016, 137 ne font appel à aucun salarié, 57 comptent 1 à 9 salariés, 22 emploient entre 10 et 19 personnes.10 emploient entre 20 et 49 personnes

### Agriculture
En 2010, l'orientation technico-économique de l'agriculture sur la commune est la polyculture et le polyélevage. Le département a perdu près d'un quart de ses exploitations en 10 ans, entre 2000 et 2010 (c'est le département de la région Centre-Val de Loire qui en compte le moins). Cette tendance se retrouve également au niveau de la commune où le nombre d'exploitations est passé de 12 en 1988 à 6 en 2000 puis à 5 en 2010. Parallèlement, la taille de ces exploitations augmente, passant de 45 ha en 1988 à 148 ha en 2010.
Le tableau ci-dessous présente les principales caractéristiques des exploitations agricoles de Saint-Ouen, observées sur une période de 22 ans : 
|                                      | 1988                 | 2000                 | 2010                 |
| Dimension économique                 | Dimension économique | Dimension économique | Dimension économique |
| ------------------------------------ | -------------------- | -------------------- | -------------------- |
| Nombre d'exploitations (u)           | 12                   | 6                    | 5                    |
| Travail (UTA)                        | 14                   | 9                    | 8                    |
| Surface agricole utilisée (ha)       | 538                  | 661                  | 740                  |
| Cultures                             |                      |                      |                      |
| Terres labourables (ha)              | 519                  | 654                  | 734                  |
| Céréales (ha)                        | 345                  | 381                  | 430                  |
| dont blé tendre (ha)                 | 219                  | 265                  | 327                  |
| dont maïs-grain et maïs-semence (ha) | 36                   | s                    | s                    |
| Tournesol (ha)                       | 88                   | s                    | s                    |
| Colza et navette (ha)                | 52                   | 130                  | 210                  |
| Élevage                              |                      |                      |                      |
| Cheptel (UGBTA)                      | 222                  | 157                  | 222                  |

.

#### Produits labellisés
La commune de Saint-Ouen est située dans l'aire de l'appellation d'origine protégée (AOP) d'un produit : un vin (les Coteaux-du-vendômois).
Le territoire de la commune est également intégré aux aires de productions de divers produits bénéficiant d'une indication géographique protégée (IGP) : le vin Val-de-loire, les volailles de l’Orléanais et les volailles du Maine,.

## Culture locale et patrimoine

### Lieux et monuments
• L'église Saint-Ouen, bâtie au XIXe siècle.

### Héraldique
|  | Les armoiries de Saint-Ouen se blasonnent ainsi : D'azur à la gerbe de blé d'or liée du même, le lien étant souligné d'azur, et issant d'un grêlier aussi d'or, accompagné en pointe de cinq trangles ondées d'or, au chef du même chargé de trois tours ouvertes d'azur, celle du milieu reposant sur un cintre aussi d'azur, les deux autres mouvant de la partition. Création MM. Cl. Bayle - Boulay - Joséfiak. |

### Personnalités liées à la commune
- Étienne Vincent Moreau (1733-1814), homme politique né à Saint-Ouen, député du tiers état aux États généraux de 1789.
- Patrick Papin (1955-), footballeur.